# Chew Green
Chew Green je místo, kde ve starověku stával římský tábor, zpravidla chybně nazývaný Ad Fines. Jde o lokalitu v anglickém hrabství Northumberland, 13 kilometrů na sever od malé vesnice Rochester a 14 kilometrů na západ od vesnice Alwinton, blízko k hranici se Skotskem. Tábor ležel na Dere Street, což je moderní označení římské silnice, která vedla z jihu z Yorku (tehdy se jmenoval Eboracum) přes Hadriánův val až do Skotska.

## Názvy
Název Chew Green byl převzat z pojmenování farmy, která stávala na tom místě.
Pojmenování Ad Fines bylo motivováno představou, že až tam sahala Římská říše, tábor totiž stál až za Hadriánovým valem, ještě dále na sever. Latinská předložka ad, pojící se s akuzativem, má význam k, ke, ku, u, na, do, při; substantivum fines znamená končiny, území.

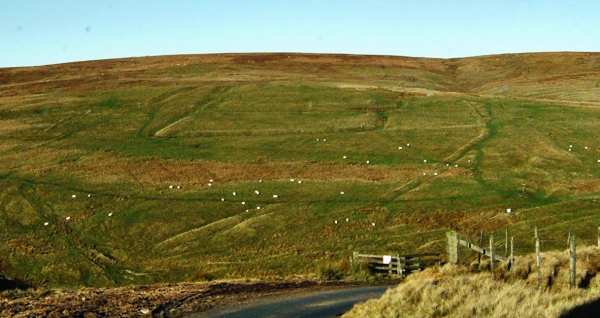
Římský tábor Chew Green

Původní římský název lokality zůstává neznámý.

## Starověk

### Popis lokality
Archeologické vykopávky v Chew Green odhalily komplex, který byl postaven v pěti fázích. Skládá se z římské pevnosti obsazené téměř trvale, dvou římských vojenských táborů (dočasných, pochodových) a dvou trvale hájených pevnůstek. Patří k němu i úsek římské silnice.
Jižní tábor zhruba obdélníkového tvaru o ploše 7 hektarů byl obehnán obranným valem a příkopem. Na třech stranách byla brána. Druhý tábor se s tím prvním částečně překrýval a sahal dále na sever. I ten měl tři brány.

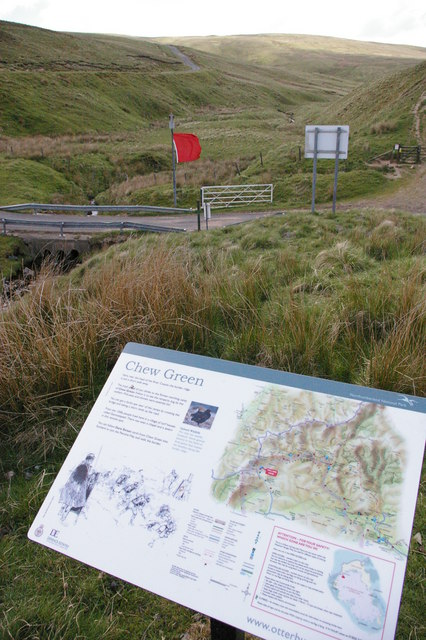
Chew Green, můstek přes Upper Coquet

Důkazy nalezené v pevnosti svědčí o tom, že byl osídlen trvale nebo téměř trvale v letech 43-410, i když pravděpodobně sloužil pouze jako vojenská základna, ne civilní osada.
Komplex ležel na březích řeky Coquet mezi jejími dvěma přítoky: Chew Sike na východě, kde byly svahy prudší, a mírnějším svahem nad March Sike na západě.
Na východ od pevnosti ležela silně opevněná pevnůstka přibližně čtvercového tvaru, chráněná hned trojicí náspů.

### Dere Street
Tyto památky leží v bezprostřední blízkosti Dere Street. Stopy po této silnici, kterou nechal postavit v 1. století našeho letopočtu (přibližně v roce 79) římský guvernér Británie Julius Agricola, jsou v terénu stále patrné.

### Datování
Datování není jasné navzdory vykopávkám z roku 1936, které provedli Richmond a Keeney.
Jiný zdroj uvádí rok 43 až 410.
Nalezená keramika pochází z různých dob 2. století.

## Středověk a doba moderní
Ve středověku v tom prostoru vyrostlo několik staveb, včetně malé kaple; důkaz o její existenci je však založen na nepodložených zprávách o vykopávkách v 80. letech 19. století. Rozkládala se zde farma Chew Green.
Tato lokalita se nachází v národním parku Northumberland, ve vojenském výcvikovém prostoru v malé vesnici Otterburn.
Je to chráněná starověká památka s referenčním číslem N13.